# Буонвічино
Буонвічи́но (італ. Buonvicino, сиц. Bommicinu, грец. Βομβακίω) — муніципалітет в Італії, у регіоні Калабрія,  провінція Козенца.
Буонвічино розташоване на відстані близько 380 км на південний схід від Рима, 110 км на північний захід від Катандзаро, 55 км на північний захід від Козенци.
Населення — 2279 осіб (2014).
Щорічний фестиваль відбувається 19 вересня. Покровитель — святий Киріяк Abate.

## Демографія
Населення за роками:

Станом на 1 січня 2023 року в муніципалітеті офіційно проживав 21 іноземець з 6 країн, серед них 14 громадян країн Євросоюзу.

## Сусідні муніципалітети
- Бельведере-Мариттімо
- Діаманте
- Гризолія
- Маєра
- Моттафоллоне
- Сан-Сості
- Сант'Агата-ді-Езаро